# 2009년 축구
다음은 2009년 전세계에서 개최된 축구 대회이다.

## 대회

### 남자 국가대표
- 6월 14일 - 28일: 남아프리카 공화국에서 열리는 2009년 FIFA 컨페더레이션스컵
  -   브라질 (3번째 우승)
  -   미국
  -   스페인
  - 4위:  남아프리카 공화국

- 7월 3일 - 26일: 미국에서 열리는 2009년 CONCACAF 골드컵
  -   멕시코 (5번째 우승)
  -   미국

### 청소년
- 10월 24일 - 11월 15일: 나이지리아에서 열리는 2009년 FIFA U-17 월드컵
  -   스위스 (1번째 우승)
  -   나이지리아
  -   스페인
  - 4위:  콜롬비아
- 9월 24일 - 10월 16일: 이집트에서 열리는 2009년 FIFA U-20 월드컵
  -   가나 (1번째 우승)
  -   브라질
  -   헝가리
  - 4위:  코스타리카

### 여자 국가대표
- 8월 23일 - 9월 10일: 핀란드에서 열리는 UEFA 여자 유로 2009
  -   독일 (7번째 우승)
  -   잉글랜드